# Вива Белградо
Вива Белградо (шп. Viva Belgrado) пост-рок и пост-хардкор је група из Кордобе која је настала 2011. године. Наступао је у Јапану,  Уједињеном Краљевству  и неколико пута је био на турнеји широм континенталне Европе,   наступајући на Primavera Sound Festival и Resurrection Fest.  

## Историја
Године 2012. бенд је објавио свој први демо, а годину дана касније ЕП El Invierno. Снимци су поново издати 2013. са додатним нумерама и објављени од стране јапанске издавачке куће Tokyo Jupiter Records. Деби албум, Flores, Carne, објављен 2014. године, дистрибуиран је у осам издавачких кућа широм света.  Године 2016. објављен је други студијски албум, Ulises, са Aloud Music и Walking Is Still Honest Records.
Вива Београд меша елементе пост-рока у својој музици, подсећајући на групе попут Envy, Explosions in the Sky, Raein i Moving Mountains. Текстови бенда су написани на шпанском.  Музичари себе описују као феминисте, антифашисте, вегетаријанце и дају подршку ЛГБТ покрету, али бенд се у својим песмама не бави политичким темама, већ се бави емоционалним темама на метафорички и поетски начин. Њихов деби албум Flores, Carne говори о превазилажењу губитка, о болу који овај процес изазива и о томе како се из њега могу црпити позитивне енергије. 

## Дискографија
- 2012: Demo 2012
- 2013: El Invierno
- 2013: Viva Belgrado: El Invierno + Demo 2012
- 2014: Flores, Carne
- 2016: Ulises
- 2020: Bellavista[9]